# Tranquilo majete
Tranquilo majete es el cuarto disco publicado por la banda española de rock Celtas Cortos.
Fue publicado en 1993 por la discográfica DRO que poco antes había sido adquirida por la multinacional WEA por lo que la promoción del álbum es mucho mayor en relación con trabajos anteriores.
Fue grabado en el condado británico de Sussex y contenía temas como 'Tranquilo Majete', 'Lluvia en Soledad' o 'Romance de Rosabella y Domingo' que resultaron grandes éxitos en España.
Tal y como indica Carlos Soto en una entrevista, en este álbum, la producción comienza a buscar un sonido más profesional en algunos sonidos de la banda, lo que provoca que se contrate a modo de colaboración a varios músicos que tocan en algunas canciones la gaita irlandesa, además de otros instrumentos.
A raíz del éxito cosechado con este álbum se deciden a viajar a distintos países de Europa consiguiendo gran aceptación en Francia y Alemania.

## Lista de canciones
1. Tranquilo Majete - 4:20
Letra y música Jesús Hernández Cifuentes.
2. Lluvia En Soledad - 5:26
Letra y música Jesús Hernández Cifuentes / Tradicional.
3. La Mujer Barbuda - 3:44
Música Nacho Martín.
4. Madera De Colleja - 3:40
Letra y música Jesús Hernández Cifuentes, César Cuenca.
5. Pasa El Tiempo - 4:20
Letra y música Jesús Hernández Cifuentes, Nacho Martín.
6. Buena Onda - 3:50
Música Nacho Martín.
7. Romance De Rosabella Y Domingo - 3:51
Letra y música Jesús Hernández Cifuentes, César Cuenca.
8. Carta A Rigoberta Menchu - 3:54
Letra y música Jesús Hernández Cifuentes, Nacho Martín.
9. Monologo Con Ron - 4:50
Letra y música Jesús Hernández Cifuentes, César Cuenca.
10. La Fragua Del Averno - 3:50
Música Nacho Martín.
11. República De Sanjes - 4:52
Letra y música Jesús Hernández Cifuentes, César Cuenca.
12. Otoño En Battle - 4:00
Música Nacho Martín.
13. Siempre Igual - 3:31
Letra y música Carlos Soto.

## Créditos
- Productor: Juan Ignacio Cuadrado
- Ingenieros de sonido: Juan Ignacio Cuadrado, Douglas Cook, Andrés Vázquez y Francisco Gude
- Grabado en: Parkgate Studios (Sussex, Inglaterra) y Trak (Madrid), septiembre-noviembre de 1993
- Ilustración de portada: Manuel Trujillo
- Fotografía contraportada: Domingo J.Casas

Músicos
- Nacho Castro – Batería
- Oscar García – Bajo
- Jesús H. Cifuentes – Voz, guitarra acústica y guitarra eléctrica
- César Cuenca – Guitarra eléctrica, guitarra acústica y banjo
- Nacho Martín – Órgano Hammond, acordeón y piano
- Alberto García – Violín y trombón
- Carlos Soto – Flauta, flautín, flauta alto y uilleann pipes. Saxo alto y whistle en "Buena onda"
- Goyo Yeves – Saxo alto, saxo soprano y whistle

Colaboraciones
- Tito Duarte – Arreglos de metales y percusiones en “Romance de Rosabella y Domingo”, saxo tenor en “Romance de Rosabella y Domingo” y “República de Sanjes”,
y percusiones en “Otoño en Battle”, “La mujer barbuda” y “Buena Onda”
- Antonio Molto – Saxo alto en “Romance de Rosabella y Domingo” y “República de Sanjes”
- José L. Medrano – Trompeta en “Romance de Rosabella y Domingo” y “República de Sanjes”
- Antonio Pallarés – Trombón en “Romance de Rosabella y Domingo”, "República de sanjes", "Buena onda" y "La mujer barbuda"
- Steafan Hannigan – Uillean pipes en "Lluvia en soledad", "Tranquilo majete" y "Siempre igual"
- Webo – Coros en "Romance de Rosabella y Domingo", "Lluvia en soledad", "República de Sanjes" y "Pasa el tiempo"
- Gualberto y Encarna – Coros en “Tranquilo majete”
- Gego Revuelta – Sampler de “La fragua del averno” con el sonido grabado de una fragua de Abioncillo de Calatañazor (Soria)